# Els vells
El vells és una drama en tres actes, original d'Ignasi Iglesias, estrenat al teatre Romea de Barcelona, la nit del 6 de febrer de 1903, sota la direcció d'Enric Borràs, que també va interpretar-ne un dels personatges principals, junt amb els actors de la companyia dramàtica com Anna Monner, Maria Morera, Dolors Delhom o Iscle Soler.
Retrata la situació de desemparament que patien els obrers quan arribaven a una certa edat, ja no eren productius, i eren acomiadats. Planteja igualment la necessitat que tenia la classe treballadora d’organitzar-se col·lectivament per fer força i millorar les seves condicions de treball i de vida.
L’obra s'emmarca dins de l’anomenat teatre d’idees o sociològic d'època modernista en què els personatges se situen en una situació conflictiva per transmetre a l’espectador un missatge ideològic. En aquest sentit, s'ha considerat una obra propera a Un enemic del poble d'Ibsen, per bé que Iglésias la dota d’un component més emocional.

## Argument
L’obra es desenvolupa en un barri obrer de Barcelona. Joan i Valeri són dos obrers que són despatxats de la fàbrica on treballen perquè ja són massa grans. Aquest fet els comporta grans dificultats per poder viure. Els dos obrers es veuen amb el problema de comunicar la notícia a les seves famílies, enfrontats a la situació de desempara que els toca viure, i Joan decideix lluitar per recuperar el lloc del treball. Però els seus intents d’organitzar altres obrers vells acomiadats per iniciar una revolta seran infructuosos i decidirà tirar endavant la seva lluita en solitari, amb un desenllaç dramàtic.

## Traduccions i repercussions
L’obra va obtenir un gran èxit de crítica i de taquilla i Enric Borràs va impulsar-ne les diverses traduccions i estrenes per Europa i Estats Units, junt amb altres obres del mateix Iglésias com Les garses o La mare eterna. Així, el dramaturg i poeta José Jurado de la Parra la va traduir al castellà i es va estrenar a Madrid el 30 de març de 1905. Igualment, el 8 de desembre de 1908 es va presentar al Théâtre de l’Oeuvre de París la versió francesa a càrrec de Pere Rameil i Frederic Saisset, dirigida per Lugné-Poe. L’octubre de 1910 Los viejos es va estrenar al Teatro Victoria de Buenos Aires.
La popularitat i la promoció que Enric Borràs va fer d’Els vells van impulsar el renom d’Ignasi Iglésias, tant a Catalunya com a nivell internacional. Així, va ser l’obra que el Teatre Català va representar més vegades en temporades oficials. Alhora, Els vells va servir d’inspiració a Francesc Moragas per desenvolupar l’obra social de la Caixa de Pensions per la Vellesa i l’Estalvi de Catalunya.
L’any 2020 es va incloure en la publicació Quatre textos d’Ignasi Iglésias que va editar l'Institut del Teatre amb motiu de la commemoració dels cent cinquanta anys del naixement del dramaturg. Aquest volum ofereix una edició actualitzada de l’obra junt amb Lladres, Cendres d’amor i Les garses.

## Repartiment de l'estrena
Actors de repartiment.
- Úrsula (65 anys): Anna Monner
- Susanna (55 anys): Maria Morera
- Engracieta (23 anys): Dolors Delhom
- Joan (70 anys): Enric Borràs
- Valeri (65 anys): Iscle Soler
- Agustí (25 anys): Joan Domènech
- Xalet (60 anys): Jaume Capdevila
- Oleguer (80 anys): Jaume Martí
- Geroni (65 anys): Cecili Rodríguez
- Pere (70 anys): Francesc Bals
- Menut (80 anys): Modest Santolària
- Borra (75 anys): Vicent Daroqui
- Tit (70 anys): Jaume Virgili
- Calderí (75 anys): Agustí Antiga
- Rovellat (70 anys): Alfons Marxuach
- Vador (70 anys): Casimir Ros